# Pierre Ier (évêque de Sisteron)
Pour les articles homonymes, voir Pierre Ier.
Pierre est un évêque de Sisteron, sous le nom de Pierre Ier, de la première moitié du XIe siècle. Il appartient à la lignée des Nice-Orange-Mévouillon.

## Biographie

### Origines
Pierre est le fils de Laugier et d'Odile, relevant de la lignée des Nice-Orange-Mévouillon, dite aussi Nice-Vence,,,. 
Il a pour frères, les seigneurs Raimbaud/Rambaud, dit de Nice ou d'Orange, et Rostain/Rostaing/Rostan,,. Sa mère ayant été mariée dans un premier temps au seigneur Miron, il est également le demi-frère de Pons II, évêque de Nice, Miron II, vicomte de Sisteron, et de Gerberge, épouse de Bérenger, vicomte [d'Avignon],,.

### Acteno2779duCartulaire de Cluny
La notice de la Gallia christiana novissima (GCN, 1895) le mentionnait comme fils de Laugier et de sa première épouse, Richilde, et elle l'associait également au Pierre mentionné dans l'acte no 2779 du Cartulaire de Cluny, de l'année 1023. La filiation des huit frères mentionnés dans l'acte fait débat auprès des historiens. La question de savoir s'ils sont les fils ou frères de Laugier n'est pas tranchée. Les auteurs de la GCN le considèrent ainsi comme l'un des huit personnages aux côtés notamment de Féraud (évêque de Gap). Les interprétations contemporaines (Poly, 1976 ; Estienne, 2004 ; Varano, 2011) avancent quant à elles l'hypothèse que Laugier serait non pas le père de ceux-ci, mais plutôt l'un des frères mentionnés. Selon cette hypothèse, le Pierre mentionné dans l'acte clunisien ne serait non pas cet évêque, mais un oncle, Pierre dit de Mirabel, évêque de Vaison.

### Épiscopat
Pierre succède à Frodon sur le siège épiscopal de Sisteron,,. Il apparaît de manière certaine avec le titre d'évêque à partir de 1030.
Toutefois des hypothèses ont avancé une accession antérieure. Des auteurs anciens, à la suite de Polycarpe de la Rivière (XVIIe siècle), ont pu donner l'accession au siège épiscopal à partir de 1018,,. L'acte indiquerait que Frodon nomme lui-même Pierre comme son successeur, mais Varano (2011) remet en cause une ascension à cette date. Plusieurs auteurs ont indiqué qu'il portait le titre d'episcopus dans des documents datant de la période entre 1023 et 1040,. Comme cela est expliqué plus haut, l'acte clunisien datant de 1023 le confond avec Pierre de Mirabel, évêque de Vaison, son oncle.
Le premier acte de son épiscopat est donc celui de sa donation — Ego Petrus, episcopus sedis Sistricensis — de la villa d'Orbazac (Orbazacho) et de l'église Saint-Sauveur, dans le pays de Nice (comitatu Nicense), à l'abbaye Saint-Victor de Marseille, en 1030 (Cartulaire de l'abbaye de Saint-Victor de Marseille - CSV, no 794),,.
Deux ans plus tard, il assiste aux côtés de ses parents et de ses frères — Leotgerius et uxor mea Odila et infantes nostri Raimbaldus…et domnus episcopus Petrus…et Rostagnus juvenis — à une donation à l'abbaye Saint-Véran de Cagne (Cartulaire de l'abbaye de Lérins - CL, no CXLIX),. La famille cède ainsi ses droits, issus d'Odile, sur la terre sur laquelle est implantée l'abbaye.
L'année suivante, en 1033, il souscrit à la cession des églises de Saint-Marie la Dorée (ou la Daurade), de Saint-Jean-Baptiste et de Saint-Véran à cette même abbaye (CL, no CLIV).
Eliana Magnani (1999) mentionne que Pierre aurait eu un fils, Hugues, chanoine de Nice. Il aurait eu d'ailleurs plusieurs enfants (Chartrier de l'abbaye de Saint-Pons hors les murs de Nice, no 13).

### Durée d'épiscopat et succession
La durée de son épiscopat est estimée à une dizaine d'années (Varano, 2011), cependant la date de sa mort fait débat chez les auteurs : « entre le 14 octobre 1040 et septembre 1041 » (Varano, 2011) ; 1042 (Poly, 1972 ; Magnani, 1999) ; 1043 (Gallia christiana novissima). Foulon et Varano (2013) placent celle-ci après 1046 et le justifient par les actes du Cartulaire de l'abbaye de Saint-Victor de Marseille (no 799) et du Chartrier de l'abbaye de Saint-Pons hors les murs de Nice (no 8).
Sa mort laisse place à une longue vacance du siège épiscopal, dix-sept années, entretenue par son frère, Raimbaud de Nice. Il faut attendre 1060 pour que le siège soit à nouveau occupé, avec Gérard Chevrier.